# Syndroom van Asherman
Het syndroom van Asherman of amenorrhoea traumatica is een gynaecologisch probleem dat wordt gekenmerkt door het bestaan van verklevingen in de baarmoeder en het geheel of gedeeltelijk ontbreken van functionerend baarmoederslijmvlies (endometrium) na een (te) grondige curettage, of het optreden van een endometritis na curettage. Hierdoor kan de menstruatie uitblijven of kan soms het bloed niet worden uitgescheiden.
Het syndroom is vernoemd naar Joseph G. Asherman, een Tsjechisch-Israëlisch arts die het in 1948 beschreef.

## Symptomen
Als bij een curettage het baarmoederslijmvlies niet goed geneest, kunnen de wanden van de baarmoeder verkleven en kan de baarmoeder geheel afgesloten worden. De menstruatie raakt verstoord (bruinige afscheiding) en zal – bij afsluiting of bij nagenoeg volledige afwezigheid van baarmoederslijmvlies – uitblijven. Zwangerschap is daarmee nagenoeg onmogelijk.
Een ander mogelijk symptoom is cyclische pijn bij de menstruatie aan de zijkant van de buik en de rug, maar dit kan ook bij een aantal andere gynaecologische problemen optreden, bijvoorbeeld bij endometriose.

## Prognose
Behandeling is lastig bij onherstelbare vernietiging van endometrium. In geval van afsluitingen lukt het soms de afvoerweg te heropenen.
Bij lichte vormen waarbij meer van adhesies dan van verdwenen endometrium sprake is, zijn de vooruitzichten beduidend beter. Deze adhesies bleven in het verleden meestal onopgemerkt, maar worden tegenwoordig door middel van hysteroscopie vaker gediagnosticeerd.